# Седлачкова, Ярослава
Ярослава Седлачкова (чеш. Jaroslava Sedláčková, род. 21 июня 1946, Ленешице) — чехословацкая спортивная гимнастка. Серебряная медалистка Олимпийских игр 1964 года (в командном многоборье).

## Биография
На Олимпийских играх 1964 года в Токио завоевала с командой ЧССР серебро в командном многоборье. При этом в личном зачёте (в личном многоборье) заняла 11-е место, ни в один из финалов в отдельных видах не вышла.
В 1966 году стала обладательницей командного золота (также в составе команды ЧССР) на чемпионате мира в Дортмунде (ФРГ).